# Riantec
Riantec é uma comuna francesa na região administrativa da Bretanha, no departamento Morbihan. Estende-se por uma área de 14,05 km². Em 2010 a comuna tinha 5 864 habitantes (densidade: 417,4 hab./km²).